# Praha-Sedlec (železniční zastávka)
Praha-Sedlec je železniční zastávka na dvoukolejné elektrizované železniční trati Praha–Děčín. Stojí v centru Sedlce mezi mrazírnami a Vltavou. Stanice je součástí Pražské integrované dopravy.

## Historie
Roku 1879 byla na jednokolejné Severní státní dráze zřízena železniční stanice Selc. Po zdvoukolejnění trati se stanice přeměnila na zastávku. Roku 1920 byla přejmenována na Selc u Prahy, roku 1924 na Sedlec u Prahy (přestože byl Sedlec již dva roky součástí hlavního města) a od roku 1942 je užíván současný název zastávky Praha-Sedlec.
Zastavují zde pouze osobní vlaky, které jezdí mezi Masarykovým nádražím (nebo Hlavním nádražím) a Kralupy nad Vltavou či Roudnicí nad Labem. Od 19. dubna 2004 vede přes Sedlec příměstská železniční linka z Hostivaře do Roztok u Prahy.
Roku 2003 byla zastávka zmodernizována spolu s přestavbou tratě na součást 1. tranzitního železničního koridoru (SRN - Děčín - Praha - Česká Třebová - Brno - Břeclav - Rakousko). Obě koleje vedou na betonových pražcích na čistém štěrkovém loži. Po jejich stranách jsou dvě nová nástupiště - na nástupišti ve směru na Kralupy nad Vltavou je malá prosklená čekárna, ve směru na Prahu je přístřešek pod prodlouženou střechou bývalé staniční budovy. V průchodu na nároží, ze kterého původně vedly dveře do haly, jsou umístěny jízdní řády. Nástupiště jsou propojena po chodníku v podjezdu ulice V Sedlci na severní straně zastávky. Bývalá staniční budova byla adaptována na obytný dům se zahradou.
K zastávce nejezdí městská hromadná doprava, poblíž jsou pouze příměstské autobusy ČSAD a přívoz na Zámky.